# Lucanus thibetanus thibetanus
Lucanus thibetanus thibetanus es una subespecie de la especie Lucanus thibetanus, coleóptero de la familia Lucanidae.

## Distribución geográfica
Habita en el Tíbet (China).